# A Viszkis
A Viszkis Antal Nimród által rendezett, 2017-ben bemutatott 122 perces magyar akciófilm, Szalay Bence, Schneider Zoltán, Móga Piroska, Klem Viktor főszereplésével. Forgalmazója az InterCom Zrt. A film Ambrus Attila, a „Viszkis rabló” történetén alapul, az eredeti eseményeket idealizálva és romantizálva. A filmet Magyarországon 328 ezren látták, külföldön többek között német, francia és spanyol szinkron is készült hozzá, az Egyesült Államokban, Nagy-Britanniában, Olaszországban, Portugáliában, Csehországban, Szlovákiában, Romániában és Törökországban eredeti magyar hangsávval, az adott ország nyelvén feliratozva lehetett megtekinteni, Lengyelországban és Oroszországban pedig hangalámondással.

## Cselekmény
|  | Alább a cselekmény részletei következnek! |

Ambrus Attilát, a csíkszentléleki kisfiút nagyanyja neveli. Legnagyobb vágya, hogy jégkorongos legyen. Nagyanyja halála után apja a testvérének adta oda Attilát. Később bekerült egy kollégiumba, de mivel könyvet lopott, kirúgják az iskolából. Ezt követően javítóintézetbe kerül.
Sorkatonai éveiben szökött át Magyarországra, ahol sikerült bekerülnie a Dózsa jégkorongcsapatába. Mivel a magyar állampolgárság megszerzéséhez pénzre volt szüksége, postákat és bankokat kezdett el rabolni.
A kisebb akciók egyre keményebbé váltak, majd a rablásokhoz társat is talált az egyik csapattársa személyében.
A korabeli Kriminális című televíziós műsor rendszeresen beszámolt a rablásokról, onnan tudhatta a közönség is, hogy a bankrabló a rablásai előtt egy-két pohár whiskyt is felhajthatott. Ebben a műsorban ragadt rá a „Viszkis rabló” elnevezés.
|  | Itt a vége a cselekmény részletezésének! |

## Szereplők
- Szalay Bence – Ambrus Attila
- Szabó Barnabás – a gyerek Ambrus Attila
- Cselényi Márk – Ambrus Attila tizenévesen
- Schneider Zoltán – Bartos László, nyomozó
- Móga Piroska – Kata, a Viszkis barátnője
- Klem Viktor – Bota Géza, a Viszkis társa
- Gazsó György – Bota, jégkorongedző
- Oszter Sándor – banki biztonsági őr
- Csuja Imre – Miki bácsi
- Kaszás Gergő – Attila apja
- Keresztes Tamás – mozibüfés
- Pogány Judit – Annuska néni, Attila nagyanyja
- Lukáts Andor – pap
- Ember Márk – Zsolti
- Zsótér Sándor – Kata apja
- Tóth Ildikó – Kata anyja
- Csőre Gábor – Levente, a segédedző
- Kocsis Mariann – Attila nagynénje
- Törköly Levente – Attila nagynénjének a férje
- Ruszina Szabolcs – bankigazgató
- Ficzere Béla – banki biztonsági őr
- Borbiczki Ferenc – dékán
- Nagy Zsolt – Viszkist játszó színész a színházban
- Szentiványi Zsolt – határőr
- Beko Attila – állami tisztviselő
- Trill Zsolt – rendőr
- Durkó Zoltán – ünneplő férfi a kocsmában
- Szikszai Rémusz – bevándorlási hivatal ügyintézője
- Mertz Dániel – benzinkutas
- Björn Freiberg – kaszinóvendég
- Molnár Áron – Zero, csapattárs
- Medveczky Balázs – Zénó, csapattárs
- Simon Zoltán – Zsombor, csapattárs
- Ambrus Attila – taxisofőr
- Herman Ferenc – szigorú őr a javító intézetben
- Illyés Barna – 2. őr a javító intézetben
- Hesz Márton – felszolgáló 1.
- Tuza Olivér – felszolgáló 2.
- Kivés György – banki biztonsági őr
- Ifj. Vidnyánszky Attila – Lali, Attila unokaöccse (jeleneteit kivágták)

Archív felvételekről: Komlós Juci, Juszt László
TV-s premier 2018.10.07-én 18.55-kor a TV2-n.

## Kritikák
- Németh Gergő Zsolt: A Viszkis (Kritika, 2017-11-22, Filmsomnia.hu)

## Érdekesség
- A film egyik jelenetében Attila és Kata egy a Viszkisről szóló paródiát néznek a színházban, amiben Nagy Zsolt játssza a Viszkist, amiben az az érdekes, hogy a 2000-es években Dobray György szerette volna elkészíteni a Viszkis rabló életét bemutató játékfilmet, és abban Nagy Zsolt játszotta volna Ambrus Attilát.[4][5]
- Szalay Bence a film kedvéért 17 kilót hízott.

## Bakik
- Több rablási helyszínen látható Lada rendőrautó. A Viszkis idején már rég nem volt Lada rendőrautó Budapesten.
- Amikor Attila a budai rakparton üldögél, láthatjuk előtte elhaladni a "Fortuna" nevű városnéző hajót. Ez a hajó azonban csak 2008 óta működik Budapesten.
- A szökéshez használt tehervonat M47-es sorozatú dízelmozdonya az M47 2032-es pályaszám helyett a 478 032-es pályaszámot viseli, amely pályaszám formát a MÁV csak 2012 óta használja, ráadásul a mozdony elején nincs a Kádár-korra jellemző vörös csillag.
- Miután Attila találkozik Miki bácsival, és hazamegy a tévében bemondják, hogy kivégezték Nicolae Ceaușescut, ami 1989 karácsonyán volt, miközben a környezet egyáltalán nem télies. Ráadásul a Miki bácsival való találkozás előtt, amikor Attila Katával moziba megy, akkor a mozi bejárata fölött a Meteo című film plakátja látszik, amelyet 1990. február 25-én mutattak be először a mozik.
- Amikor az első rablás után Attila berohan a Kis-Gellért-hegyi vasúti alagútba, akkor az előtte haladó vonat halberstadti kocsikat továbbít, amely kocsik a MÁV-nál csak 2006-ban jelentek meg először.
- Amikor Attilát a rendőrség Ártándról Budapestre szállítja, és áthaladnak a Váci út – Róbert Károly körút sarkán (a mostani Göncz Árpád városközpontnál) lévő felüljárón, akkor a háttérben Volvo 7700A autóbuszok várakoznak, amelyek csak 2004-ben álltak először forgalomba a BKV-nál. Közvetlenül előtte a háttérben látszódnak azok az irodaházak, amelyeket csak a 2000-es években építettek.
- Több helyen (börtön, kocsmaajtó) látszódik a 2012-es nem dohányzók védelméről szóló törvény által bevezetett dohányzást tiltó matrica.
- A metrós jelenetben nem korabeli, hanem a 2015. december 24-től használt Szalóczy Pál által bemondott utastájékoztatás hallható, valamint a metrókocsikon látszik az ajtók záródását jelző lámpa, amiket csak 2010 környékén kaptak a kocsik.
- Az Erzsébet hídnál az ELTE bölcsészkara helyett a már felújított Piarista gimnázium látható.
- Amikor a Viszkis az utolsó szökés közben terepjáróval az Ártánd határátkelő felé tart, az autórádiót mutatják, mely egy USB-s fejegység, amelyek csak évekkel később jelentek meg piacon, valamint az autórádióból nem a 90-es, hanem a 80-es évek végén használt Danubius Rádió szignál hallható. A kijelző ráadásul a 89,5 MHz-t mutatja, ami nem a Danubius, hanem az akkori Juventus Rádió frekvenciája volt.
- A filmben látható Bonus Dice típusú nyerőgép bőven a kétezres évek után jelent meg.

## Nézettség
A nézettségi adatok szerint 332 761 jegyet adtak el rá.